# Jaskinia

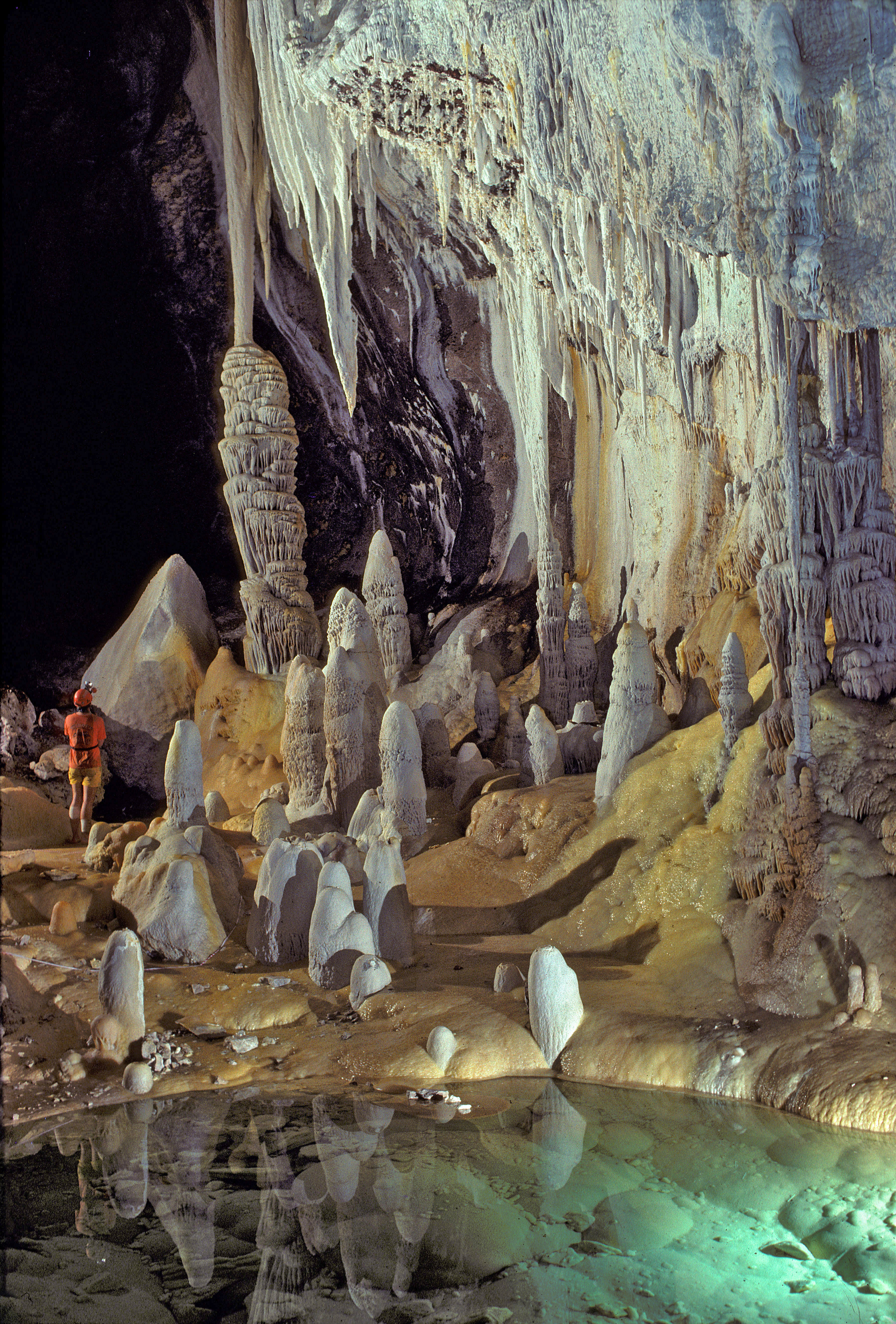
Nacieki jaskiniowe wewnątrz Lechuguilla Cave w Nowym Meksyku (USA)

Jaskinia – podziemna pustka całkowicie lub w dużym stopniu ograniczona skałą macierzystą. Może być pochodzenia naturalnego lub sztucznie wytworzona. W speleologii za jaskinię uważa się pustkę, której wymiary umożliwiają wejście i przejście osoby dorosłej (około 50 cm średnicy), w hydrogeologii pustkę, której wymiary umożliwiają ruch turbulentny wody (średnica większa niż 5–15 mm). Gdy jest widna w całości, nosi nazwę schroniska. Do jaskiń zalicza się także takie rodzaje próżni skalnych, jak: nyża, szczelina, komin, studnia, tunel, wybitny okap, okno skalne.

## Opisy
Opisując jaskinie podaje się zwykle następujące informacje:
- długość – suma długości wszystkich poznanych korytarzy, studni i kominów jaskini,
- rozciągłość – to największa odległość między skrajnymi punktami znanymi w jaskini wyznaczonymi w rzucie poziomym,
- głębokość – różnica wysokości pomiędzy najwyżej położonym otworem jaskini a jej dnem – to jest miejscem znajdującym się w niej najniżej;
- deniwelacja – różnica wysokości pomiędzy najniższym i najwyższym punktem znanym w jaskini; jeśli najwyższym jej punktem jest otwór wtedy deniwelacja jest równa głębokości jaskini, zwykle dla uproszczenia całą deniwelację jaskini określa się terminem głębokość
- wysokość otworów – wysokość na jakiej znajduje się wejście do jaskini względem poziomu morza,
- wysokość otworów nad dnem doliny – wysokość otworu względem punktu w dolinie, ponad którym wznosi się jaskinia,
- ekspozycja otworów – kierunek, w który zwrócony jest otwór jaskini (np. N, NW, SE),

## Rodzaje jaskiń
Podział jaskiń ze względu na genezę:

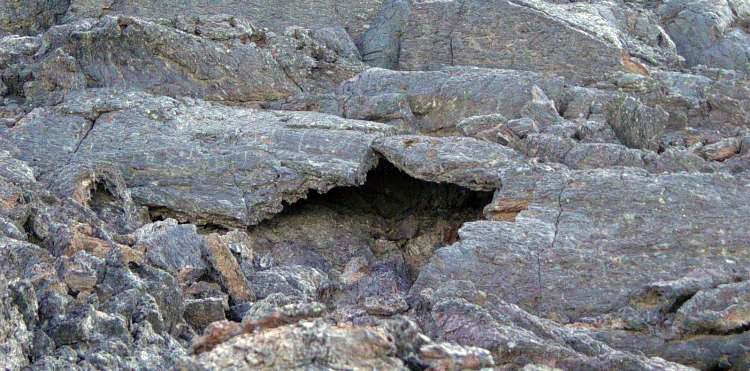
Otwór jednego z typów jaskiń pierwotnych – jaskini lawowej – tzw. tunelu lawowego, Idaho, USA

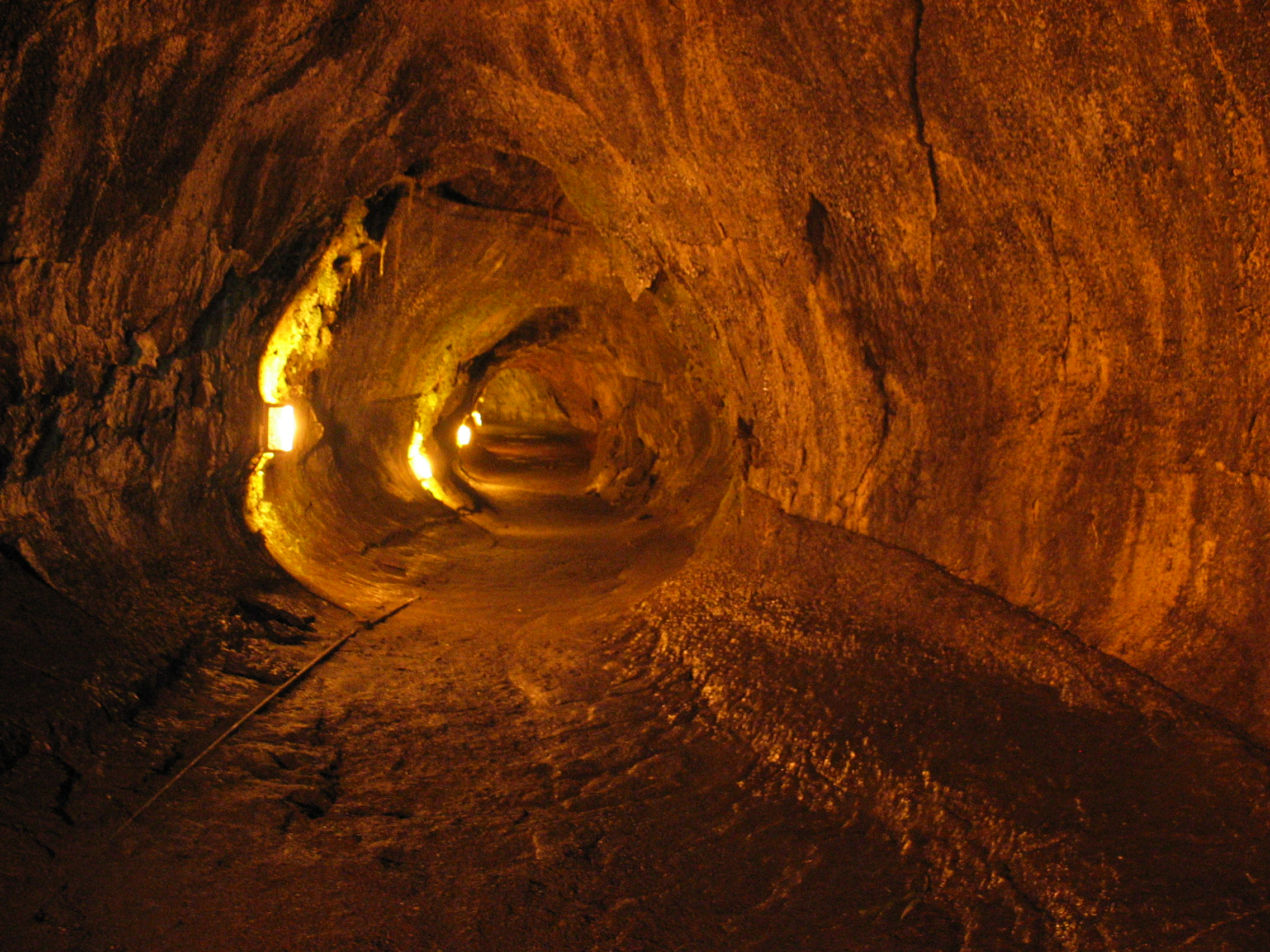
Tunel lawowy w Hawajskim Wulkanicznym Parku Narodowym. Ślad na ścianie po prawej wskazuje poziom płynącej przez pewien czas lawy

- Jaskinie pierwotne – powstające jednocześnie ze skałą, w której występują. Najczęstszym typem są jaskinie powstające w czasie krzepnięcia lawy wulkanicznej, np. przez jej wypłynięcie spod zakrzepłej już powierzchniowej skorupy – są to jaskinie lawowe, próżnie po dużych pęcherzach gazów wulkanicznych. Zalicza się do nich również jaskinie powstające w rafach koralowych wraz z ich rozwojem i inne.
- Jaskinie wtórne – powstające w wyniku późniejszych, różnorakich procesów geologicznych zachodzących w skałach. Wśród nich można wyróżnić:
  - Krasowe – najpospolitszy typ jaskiń, powstają one w wyniku procesów krasowych, czyli chemicznego i mechanicznego oddziaływania wody na skały krasowiejące. Ten rodzaj jaskiń odznacza się często bogatą szatą naciekową.
  - Pseudokrasowe – wykazujące pewne podobieństwo morfologiczne do jaskiń krasowych, z tym że rola wody w ich powstawaniu była inna, polegała np. na wymywaniu mniej odpornego materiału skalnego. Dość często mianem jaskiń pseudokrasowych określa się wszystkie rodzaje jaskiń wtórnych, które powstały w wyniku procesów innych niż krasowe.
  - Tektoniczne – powstałe w wyniku ruchów tektonicznych.
  - Grawitacyjne – powstające w wyniku ruchów masowych: spełzywania, osuwania, obrywów itp. (jaskinie szczelinowe i osuwiskowe)
  - Wietrzeniowe-erozyjne – efekt procesów wietrzenia i erozji, np. jaskinie wymywane przez fale morskie.
  - Lodowcowe – powstałe w wyniku działania wód podlodowcowych.

Jaskinie mogą odznaczać się genezą złożoną, wykształcić się pod wpływem kilku czynników.
Podział jaskiń ze względu na mikroklimat:
- statyczne – ciepłe lub zimne – utrzymujące stałe warunki (temperatura, wilgotność), wśród nich wyróżniają się zwłaszcza jaskinie lodowe;
- dynamiczne – o zmiennych warunkach, najczęściej wskutek aktywnej wymiany powietrza z powierzchnią.

## Rozmieszczenie jaskiń na kuli ziemskiej

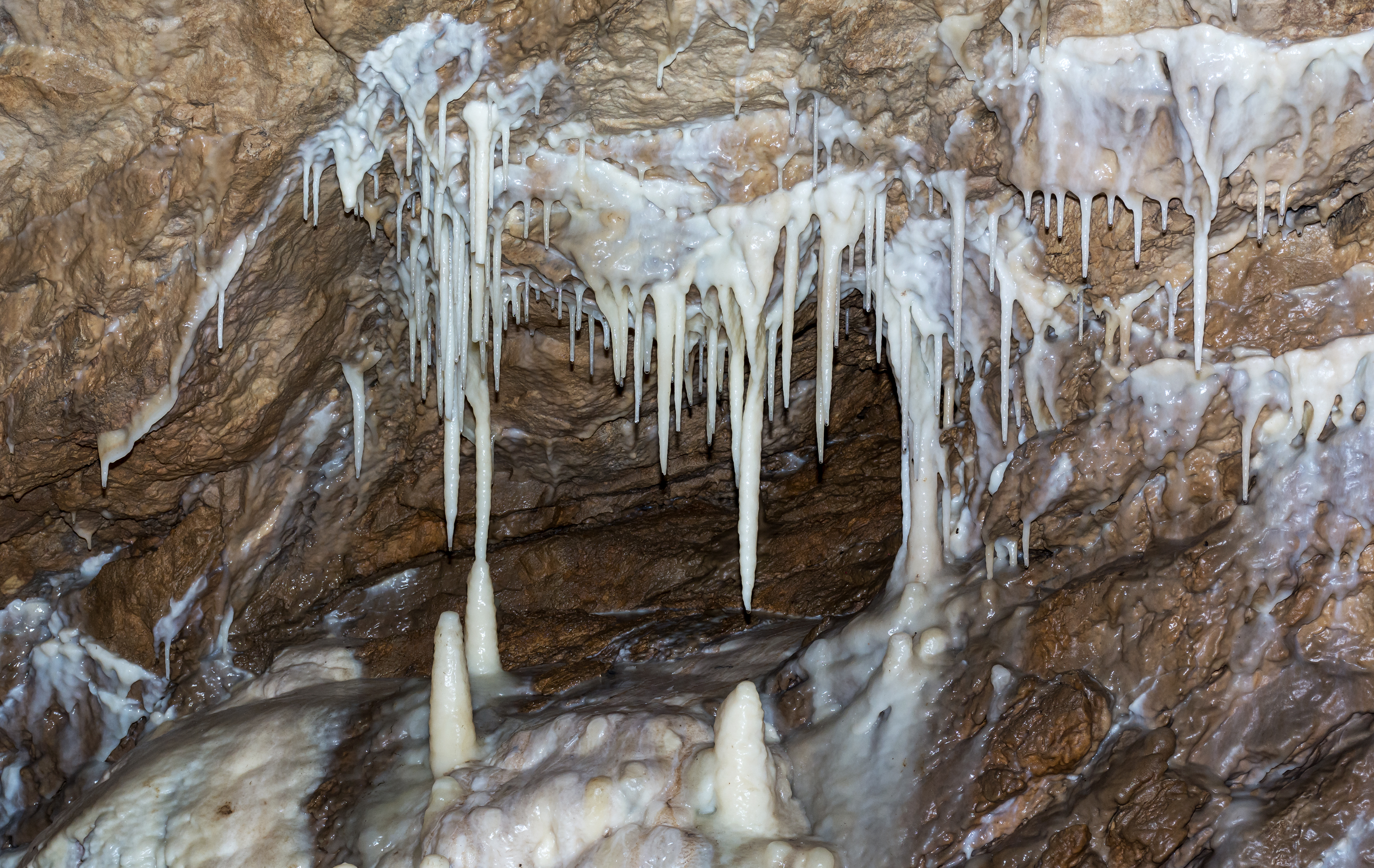
Stalaktyty, stalagmity i stalagnaty w Jaskini Niedźwiedziej w Kletnie

Generalnie, rozmieszczenie jaskiń pokrywa się z rozmieszczeniem obszarów występowania skał krasowiejących, pokrywających 7% ogólnej powierzchni lądów. Jaskinie występują na wszystkich kontynentach, jednak ich poznanie jest zróżnicowane. Obszary jaskiniowe krajów, w których speleologia jest dobrze rozwinięta (USA, Francja, Włochy, Wielka Brytania, także Polska), są zbadane dosyć dokładnie, w innych krajach, przykładowo w Chinach, gdzie znajduje się ponad połowa terenów krasowych świata, wiedza ta jest wyrywkowa.
Największe jaskinie na świecie:
- najdłuższa – Jaskinia Mamucia (Mammoth Cave) w USA o długości około 651 km;
- najgłębsza – aktualnie (marzec 2018 r.) Jaskinia Wieriowkina w Gruzji (Abchazja) o głębokości 2212 m, a tym samym Jaskinia Krubera (Jaskinia Wronia) o głębokości 2191 m położona również w Abchazji zajmuje od tego momentu drugie miejsce[2].

Na świecie znanych jest 14 jaskiń, których długość przekracza 100 km. Trzecią co do długości (sumy długości wszystkich jej korytarzy, studni, kominów) jest Jaskinia Optymistyczna na Wyżynie Podolskiej na Ukrainie. Jaskinia ta, wytworzona w gipsach, ma około 220 km długości. Uważa się jednak, że po zbadaniu wszystkich jej korytarzy i znalezieniu połączenia z sąsiednią Jaskinią Jeziorną, łączna długość jaskini może osiągnąć 2000 km. Pod względem rozciągłości (odległości między skrajnymi punktami) największą jest jaskinia lawowa Kazumura na Hawajach. Odległość w linii prostej między skrajnymi punktami wynosi 32,3 km.

## Rozmieszczenie jaskiń w Polsce
Polska nie należy do krajów obfitujących w jaskinie, co wynika z nizinnego ukształtowania oraz pokrycia znacznych powierzchni kraju osadami pochodzenia polodowcowego. Niemniej jednak w Polsce zinwentaryzowano ponad 4200 jaskiń, wśród nich przeważają jednak niewielkie obiekty. Jaskiń, których długość przekracza 100 m jest około 170. Większość z nich to jaskinie krasowe – najwięcej znajduje się ich w Tatrach Zachodnich (ponad 850, w tym największe i najgłębsze jaskinie kraju), na Wyżynie Krakowsko-Częstochowskiej (ponad 1500); ponadto występują w Górach Świętokrzyskich (około 150), Sudetach (około 90), Niecce Nidziańskiej (około 110) (wytworzone w gipsie). Z obszaru Pienin (około 40) i Karpat fliszowych (około 1300) znane są jaskinie pochodzenia tektonicznego, grawitacyjnego oraz erozyjne-wietrzeniowe; na Niżu Polskim (okolice Gdańska) spotyka się nieliczne niewielkie jaskinie pseudokrasowe.
Niektóre z jaskiń udostępnione są dla ruchu turystycznego (zobacz: turystyczne jaskinie Polski).
Największe jaskinie w Polsce:
- najdłuższa – Jaskinia Wielka Śnieżna w Tatrach Zachodnich o długości 23 753 m.
- najgłębsza – Jaskinia Wielka Śnieżna w Tatrach Zachodnich o głębokości 824 m[3].

## Flora i fauna jaskiń
Ich środowisko przyrodnicze odznacza się dużą specyfiką, wynikającą z kształtowania się w warunkach braku dostępu światła słonecznego oraz stałego mikroklimatu – zazwyczaj brak wahań temperatury i duża wilgotność. Dzięki takim warunkom, jednostajności pożywienia, mniejszej niż na powierzchni konkurencji międzygatunkowej itp. możliwe jest przetrwanie unikatowych, „reliktowych” form fauny i flory z poprzednich okresów geologicznych (plejstocen, pliocen).
Dla przebiegu fotosyntezy niezbędny jest dostęp światła, tak więc rośliny mogą występować jedynie w przyotworowych partiach jaskini. W miarę zmniejszania się ilości docierającego światła spada również liczba występujących gatunków. W strefie przyotworowej może rozwijać się roślinność naskalna, w miejscach, gdzie dociera światło odbite i rozproszone – paprocie, mchy, a także glony. Żyjące w ciemnych partiach jaskini grzyby i bakterie odżywiają się szczątkami materii organicznej (odchody nietoperzy, martwe organizmy itp.).
Wśród zwierząt spotykanych w jaskiniach można wyróżnić:
- stygobionty (troglobionty) – organizmy występujące tylko w jaskiniach i wodach podziemnych, gatunki zamieszkujące te ostatnie określa się niekiedy osobnym mianem stygobiontów, przykładami są np. studniczek (Niphargus) czy odmieniec jaskiniowy;
- stygofile (troglofile) – występujące w jaskiniach i w zbliżonych warunkach siedliskowych (w glebie, pod kamieniami itp.), przykładami są np. pająk sieciarz jaskiniowy (Meta menardi) czy skoczogonek Plutomurus ortobalaganensis;
- stygokseny (troglokseny) – wykorzystujące jaskinie tylko czasowo jako ochronę przed wpływem warunkach atmosferycznych, określonej porze doby czy roku, przykładami są np. nietoperze, chruścik Stenophylax permistus czy ćma szczerbówka ksieni (Scoliopteryx libatrix);
- tychotroglobionty – takie, które dostają się do jaskini przypadkowo (np. lis czy chrząszcze z rodziny biegaczowatych), często grupę tę łączy się z trogloksenami.

Namuliska jaskiń mogą dostarczać informacji o wymarłych gatunkach zwierząt. Dzięki ochronie przed warunkami atmosferycznymi oraz konserwującej roli związków wapnia, istnieją tu lepsze warunki dla zachowania elementów ich szkieletu kostnego czy śladów bytowania (koprolity), niż na zewnątrz.

## Znaczenie jaskiń dla człowieka
W przeszłości jaskinie stanowiły naturalne schronienie dla ludzi pierwotnych przed niekorzystnymi warunkami pogodowymi, dzikimi zwierzętami itp. Najstarsze odnalezione ślady obecności przedstawicieli rodzaju Homo pochodzą z jaskini Longgupo w chińskiej prowincji Syczuan. Ich wiek szacuje się na około 1,85 mln lat. Wykorzystanie jaskiń przez człowieka neandertalskiego potwierdzają liczne znaleziska archeologiczne, także z terenu Polski (jaskinie: Raj, Ciemna, Mamutowa, Nietoperzowa i inne). W czasach nowożytnych jaskinie rzadko już były miejscem stałego osadnictwa, wykorzystywane były sporadycznie, np. jako miejsce schronienia przed nieprzyjacielem. W niektórych kulturach świata jaskinie dalej pełnią funkcje sakralne lub grzebalne.
Od dawna jaskinie zadziwiały i pociągały ludzi swoim pięknem, a zarazem tajemniczością podziemnego świata. Wraz z rozwojem turystyki wzrosło również zainteresowanie jaskiniami. Rozwój speleologii, rozumianej również jako eksploracja jaskiń w celach poznawczych i sportowych, ciągle przynosi nowe odkrycia i rekordy jaskiniowe. Niektóre jaskinie zostały dostosowane dla potrzeb masowego ruchu turystycznego przez budowę odpowiedniej infrastruktury: schodów, oświetlenia itp. Inne rodzaje zagospodarowania jaskiń są raczej rzadko spotykane, niekiedy instaluje się w nich urządzenia badawcze, np. sejsmografy, mogą pełnić funkcje militarne (magazyny, schrony przeciwlotnicze) itp.
Jaskinie stanowią obszar badawczy dla geologii i nauk pokrewnych, archeologii, paleontologii, biologii itd.
W jaskiniach (w strefie saturacji) często występują zalane wodą partie, korytarze i syfony (Jaskinia Kasprowa Niżnia, Wywierzysko Bystrej). Te partie jaskiń pokonuje się stosując techniki nurkowania jaskiniowego.
Rok 2021 został ogłoszony przez Międzynarodową Unię Speleologiczną (UIS), skupiającą 55 krajów członkowskich oraz ponad 100 organizacji, Międzynarodowym Rokiem Jaskiń i Krasu (ang. International Year of Caves and Karst). Uroczyste (wirtualne) otwarcie Roku miało miejsce 26 stycznia 2021 r. w obecności władz Unii i przedstawicieli państw i organizacji członkowskich.

## Zagrożenia
Oprócz czynników naturalnych (np. zawał, wypełnienie różnym materiałem, rozpuszczenie szaty naciekowej, również rozmaita działalność organizmów żywych), które wpisują się w naturalny cykl przekształceń skał, w których jaskinia się znajduje,
zagrożenie dla niektórych przynajmniej jaskiń może stanowić antropopresja, niszczenie jaskiń np. podczas wydobywania surowców skalnych, dewastacja, zwłaszcza zabieranie fragmentów szaty naciekowej przez „pseudoturystów”, użytkowanie ich jako dzikich wysypisk śmieci i inne. Szczególnie wrażliwe na antropopresję zewnętrzną i wewnętrzną są jaskinie krasowe w skałach węglanowych.
Pod względem ochrony środowiska jaskiń, większe znaczenie ma jednak na ogół ochrona organizmów żywych zamieszkujących, niż elementów przyrody nieożywionej. Niektóre jaskinie są zamykane ze względu na ochronę ich unikatowych ekosystemów, szczególnie dużo jaskiń jest zamykanych okresowo ze względu na zimowanie w nich nietoperzy.